# Oreornis chrysogenys
El mielero carinaranja (Oreornis chrysogenys) es una especie de ave paseriforme de la familia Meliphagidae endémica de Nueva Guinea. Es la única especie del género Oreornis.

## Distribución y hábitat
Se encuentra únicamente en Nueva Guinea Occidental, perteneciente a Indonesia. Su hábitat  natural son los bosques húmedos tropicales de montaña.